# Andriej Kluszyn
Andriej Igoriewicz Kluszyn (ros. Андрей Игоревич Клюшин, ur. 7 grudnia 1962 w Leningradzie) – rosyjski florecista reprezentujący ZSRR, brązowy medalista mistrzostw świata.
Podczas mistrzostw świata w Barcelonie w 1985 roku reprezentanci ZSRR w składzie: Aleksandr Romankow, Wladimer Apciauri, Anwar Ibragimow, Boris Koriecki i Andriej Kluszyn zdobyli brązowy medal we florecie drużynowym. Był to jedyny medal wywalczony przez Kluszyna w zawodach tego cyklu.
Nigdy nie wzięła udziału w igrzyskach olimpijskich.
Po zakończeniu kariery został trenerem. Prowadził między innymi reprezentację Wielkiej Brytanii we florecie mężczyzn w latach 2013-2016.